# Goniophysetis malgassellus
Goniophysetis malgassellus là một loài bướm đêm trong họ Crambidae.